# Petrus-en-Pauluskathedraal (Sint-Petersburg)
De Petrus-en-Pauluskathedraal (Russisch: Петропавловский собор, Petropavloskii Sobor) is een kathedraal in de Russische stad Sint-Petersburg, gelegen in de Petrus-en-Paulusvesting. Dit onder Peter de Grote gebouwde fort werd ontworpen door Domenico Trezzini en is het eerste en oudste baken, gebouwd tussen 1703 en 1740 op het Hazeneiland in de rivier de Neva. De belangrijkste reden voor Peters opdracht tot de bouw van dit fort was een mogelijke aanval door de Zweedse marine tijdens de Grote Noordse Oorlog. De vesting werd tussen 1718 en 1924 gebruikt als een politieke gevangenis. Sinds 1924 was het gebouw in gebruik als museum; sinds 2000 is het deels een kerk en deels een museum.
Tussen 1712 en 1733 werd in de Petrus-en-Paulusvesting de barokke kathedraal gebouwd, eveneens naar ontwerp van Domenico Trezzini. De kathedraal werd vernoemd naar de apostelen Petrus en Paulus, die de status van heiligen hebben binnen de Russisch-orthodoxe Kerk, en was de eerste stenen kathedraal van de stad. De torenspits is 123 meter hoog en bevat een engel die een kruis boven haar hoofd houdt. Deze engel is tevens een van de belangrijkste symbolen van Sint-Petersburg. In de kathedraal liggen de overblijfselen van bijna alle Russische heersers die zich tot keizer of keizerin lieten kronen; van Peter de Grote tot Nicolaas II. De laatste werd er pas in juli 1998 met zijn familie herbegraven, nadat hun overblijfselen eerst waren opgegraven in Ganina Jama bij Jekaterinenburg en meerdere malen waren onderzocht op echtheid. In Jekaterinenburg werd, mogelijk mede ter compensatie voor het toerisme, de Kathedraal op het bloed gebouwd ter ere van de tsarenfamilie.

## Beiaard
Toen Tsaar Peter de Grote de Nederlanden bezocht in 1698 hoorde hij op meerdere plaatsen met name in Amsterdam de perfect gestemde Hemony klokkenspelen. Ook was hij rond 1717 in Vlaanderen en beklom daar de toren van de Onze-Lieve-Vrouwekathedraal in Antwerpen. Mogelijk hoorde hij daar ook de twee Hemony-beiaarden, ieder in een van de twee torens van de kathedraal. Hij was daarvan zodanig onder de indruk, dat hij voor zijn kathedraal van Sint-Petersburg ook een dergelijk klokkenspel wenste. Het instrument werd in 1720 besteld in Holland. In Amsterdam was Jan Albert de Grave op dat moment de enige beiaard klokkengieter, dus het kan haast niet anders dat deze het spel maakte. Bovendien goot de Grave enkele jaren later een carillon voor Potsdam. De Grave was getrouwd met de weduwe van Claude Fremy en deze was een leerling van de Hemony geweest. Het volgens overlevering fraaie klokkenspel was echter geen lang leven beschoren. De bliksem sloeg in 1756 in de spits, waarna de toren geheel uitbrandde, waarbij ook dit prachtige klokkenspel verloren ging. Men had heimwee naar de beiaardklanken en bestelde in 1757 opnieuw een klokkenspel in Holland. Ditmaal was het Johan Nicolaas Derc in Hoorn die klokken voor deze toren goot en deze via een Haagse uurwerkmaker: Barend Oortkras leverde. Deze Oortkras bleef in Sint-Petersburg, maar stierf in armoede in 1764 nog voordat de toren herbouwd was en aldus werd de nieuwe beiaard in 1776 geïnstalleerd door de Duitse uurwerkmaker Johann Erdmann Rudiger die ook gevraagd werd naderhand het klokkenspel te bespelen. Klokkengieter Derc bleek echter niet in staat te zijn geweest de klokken juist te stemmen en daardoor werden in de 19e eeuw diverse klokken vervangen door die van Russische makelij. Maar zoals nog te horen is, was ook dat geen succes. In 2001 werd daarom in de toren een gloednieuwe beiaard geplaatst dankzij een internationaal project o.l.v. Jo Haazen, de toenmalige directeur van de Koninklijke Beiaardschool te Mechelen, in samenwerking met het Belgisch koningshuis, federale en gemeentelijke overheden, universiteiten, scholen, bedrijven, culturele verenigingen en private personen uit de hele wereld, met in totaal 355 peters/sponsors. Het instrument werd vervaardigd door de Brabantse klokkengieterij Petit & Fritsen.

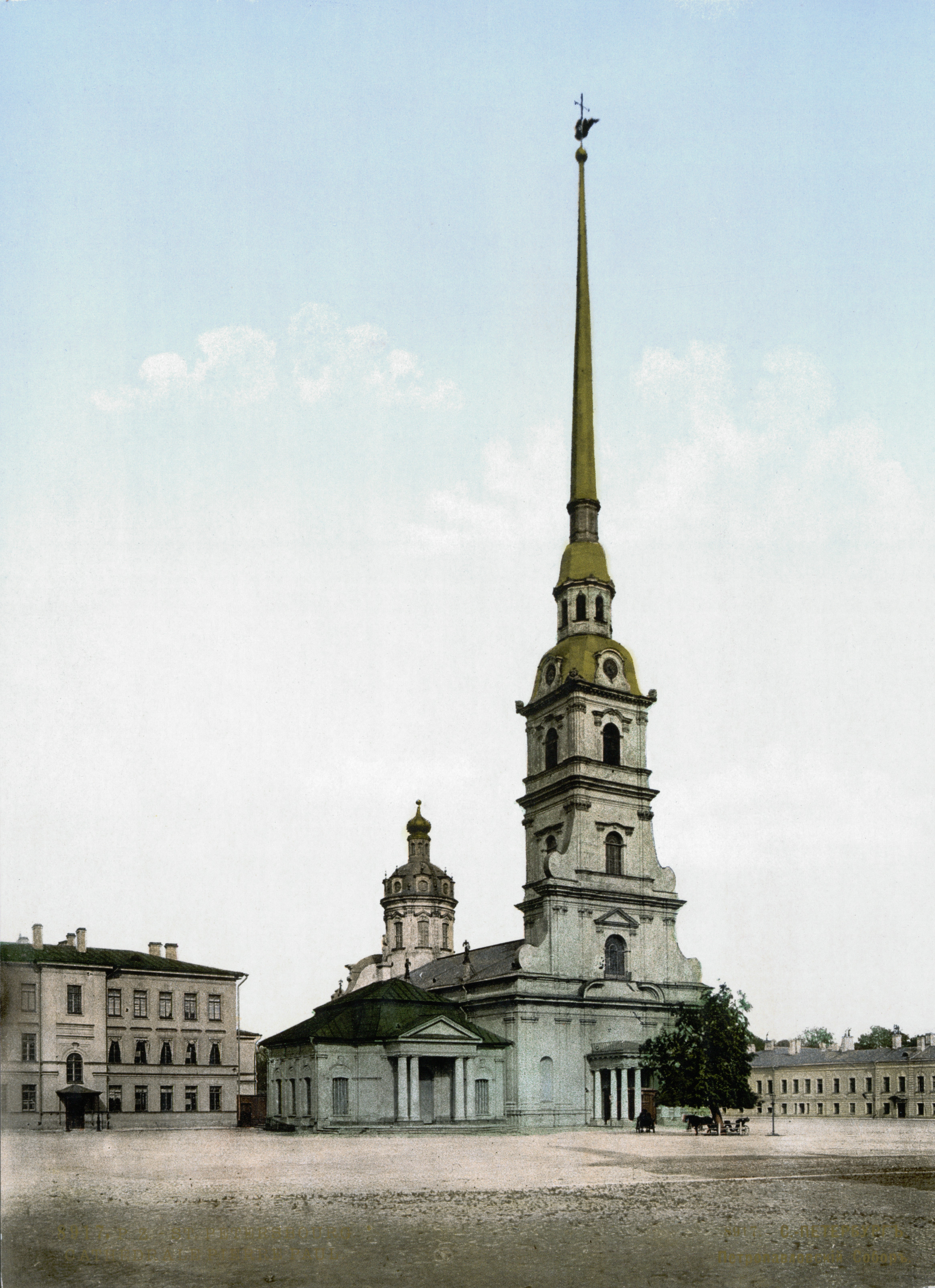
Oude briefkaart
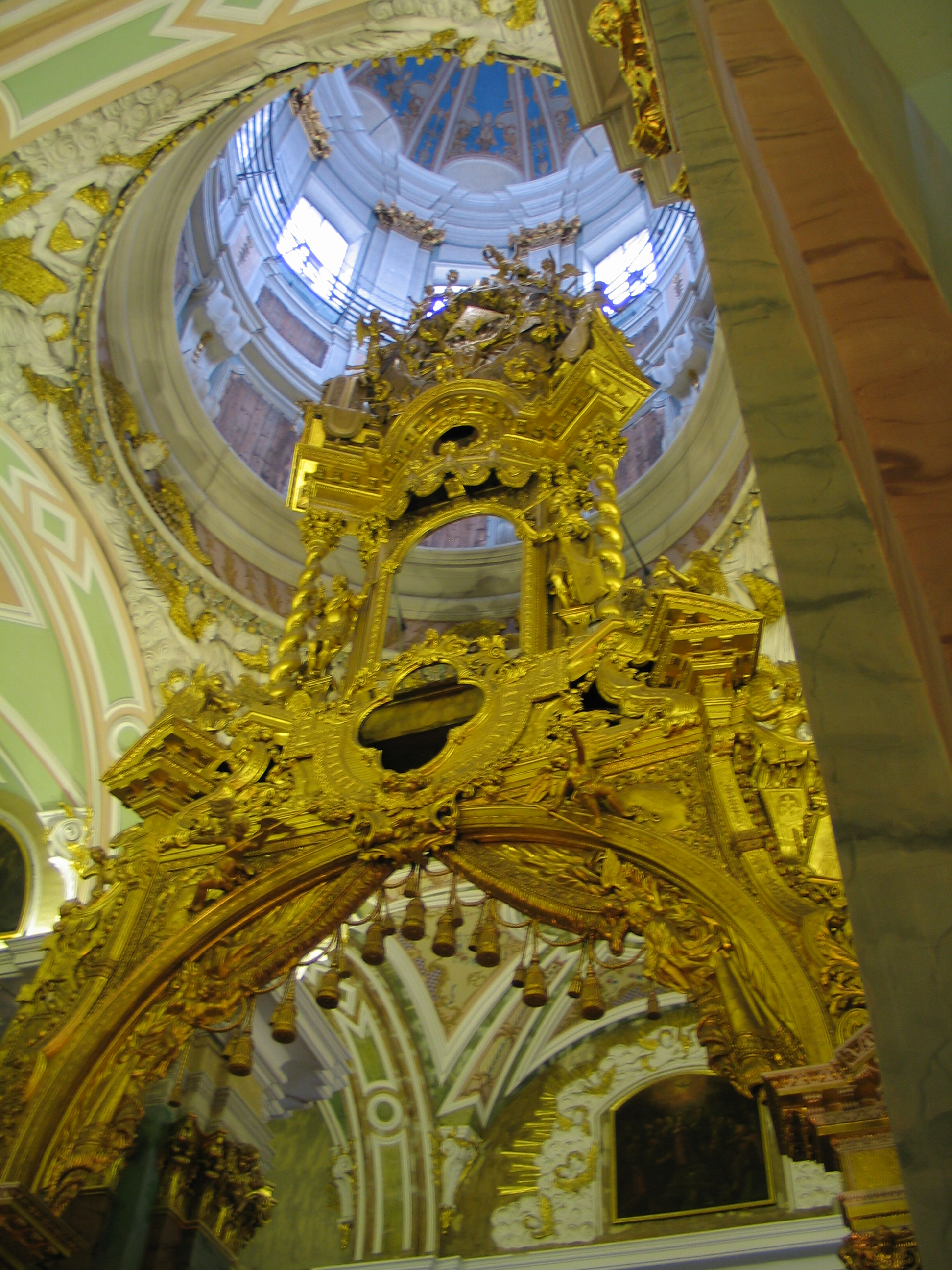
Interieur
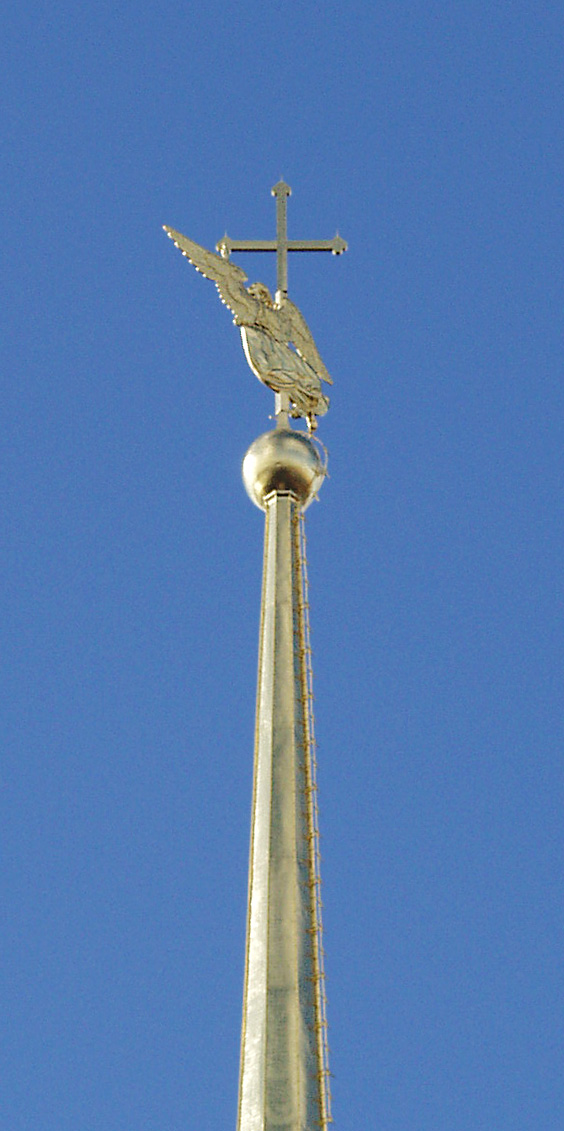
Torenspits
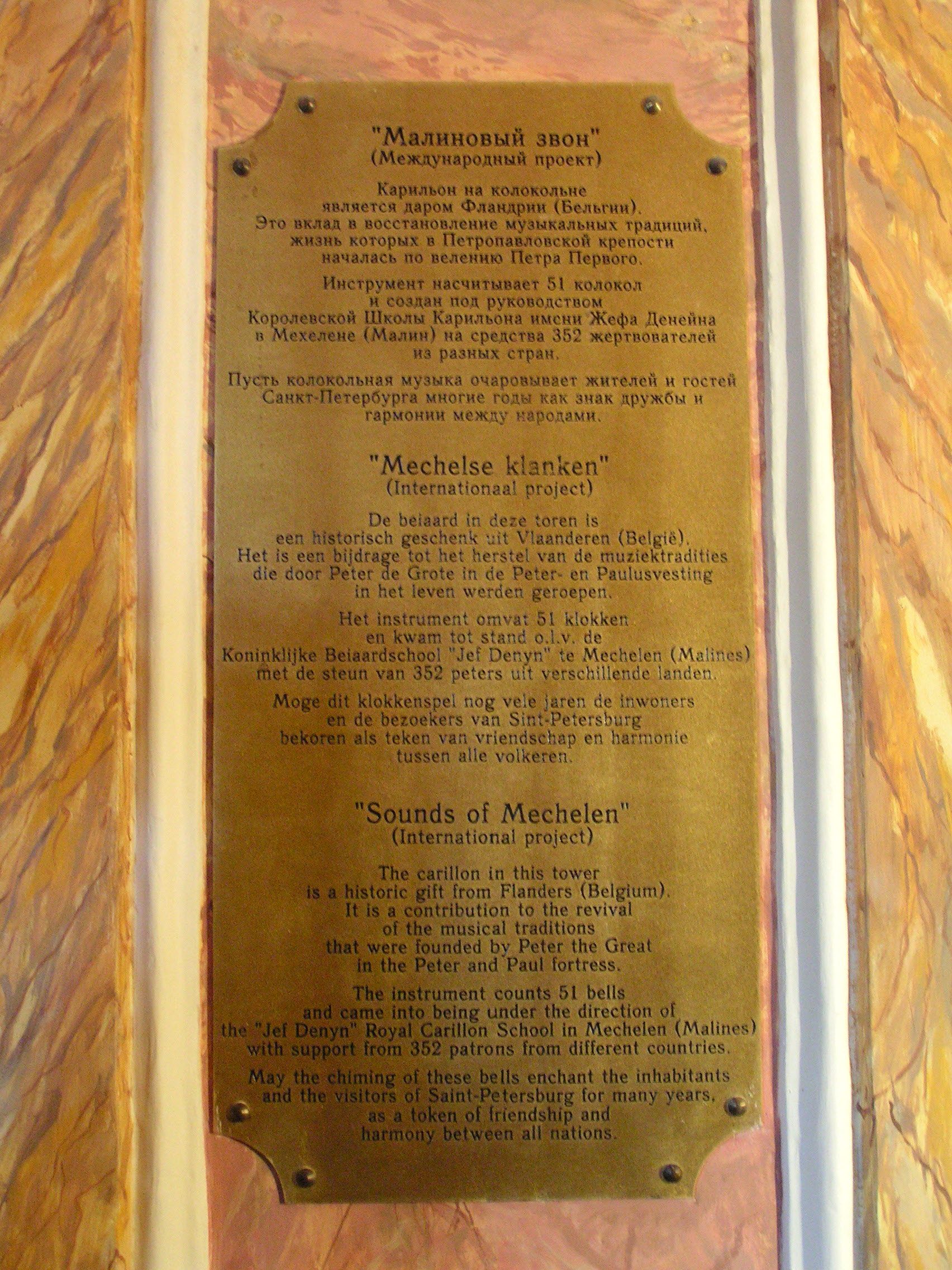
Gedenkplaat in de toren
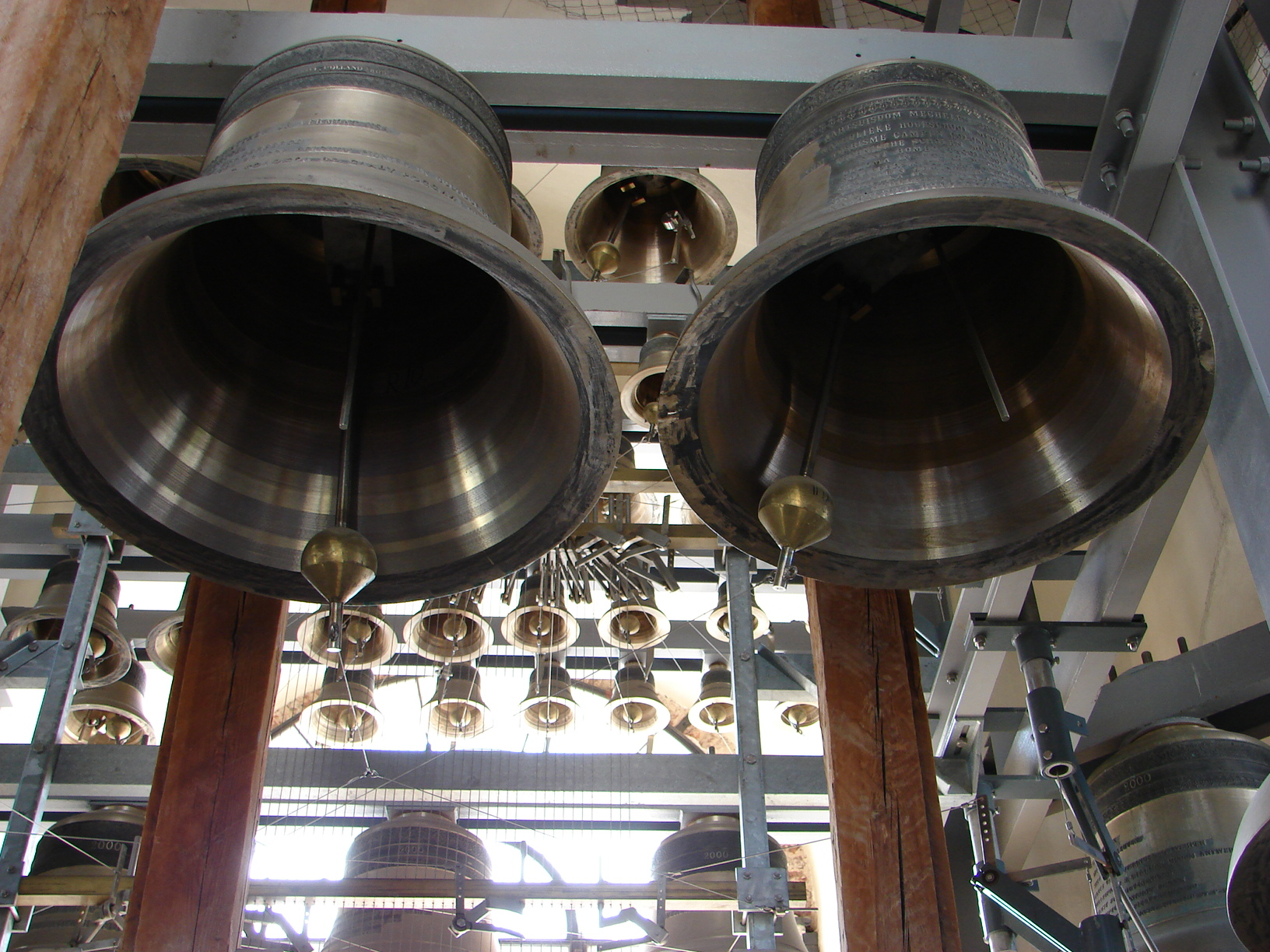
Carillon van Petit & Fritsen in de toren
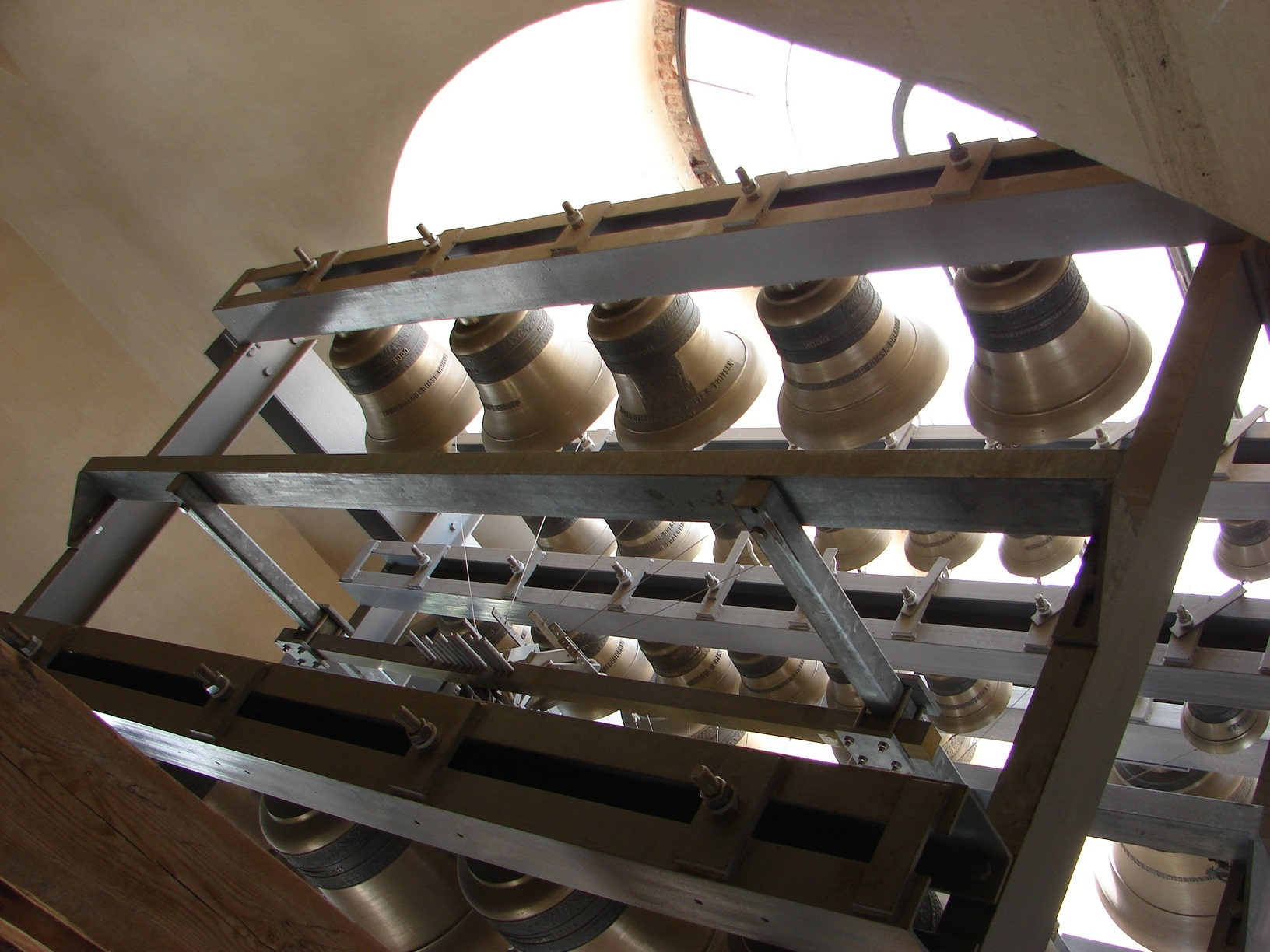
Carillon kleine klokken

### Beiaard
- Luc Rombouts Zingend Brons ISBN 978-90-5826-720-7 Uitgave: Davidsfonds/Leuven 2010
- André Lehr Van Paardebel tot Speelklok (geen ISBN) uitgave: Europese Bibliotheek Zaltbommel 1971
- Artikel over Jan Albert de Grave 1699-1729 door Laura J. Meilink-Hoedemaker, in 'Klok en Klepel' het orgaan van de Nederlandse Klokkenspel Vereniging. nr 115 Dec 2011
- Boekje bij de cd van Jo Haazen gemaakt in Sept. 2001 van dit carillon heeft ook veel informatie. Beaux 2107

- Gemeinsame Normdatei: 4574613-8
- Library of Congress Control Number: n99042346
- MusicBrainz: ce9d7088-9f45-4a7a-b281-bf5bef4cb900
- Nationale Bibliotheek van Israël: 987007441664305171
- Virtual International Authority File: 137390708